# Separate Lies

Separate Lies est un film britannique réalisé par Julian Fellowes, sorti en 2005.

## Synopsis
Un avocat anglais confortablement installé voit sa vie sentimentale bouleversée par la mort d'un inconnu.

## Fiche technique
- Titre : Separate Lies
- Réalisation et Scénario : Julian Fellowes, d'après le roman A Way Through the Wood, de Nigel Balchin
- Décors : Alison Riva
- Costumes : Michele Clapton
- Photographie : Tony Pierce-Roberts
- Montage : Alex Mackie et Martin Walsh
- Musique : Stanislas Syrewicz
- Production : Steve Clark-Hall, Christian Colson et Paul Smith
- Sociétés de production : Celador Films et DNA Films
- Société de distribution : Fox Searchlight Pictures
- Pays d'origine :  Royaume-Uni
- Format : couleur — 35 mm — 1,85:1 — Dolby Digital
- Genre : drame, romance
- Durée : 86 minutes
- Dates de sortie :
  - États-Unis : 16 septembre 2005
  - Royaume-Uni : 18 novembre 2005
  - France : 29 mars 2006

## Distribution
- Tom Wilkinson (VFB : Robert Guilmard) : James Manning
- Emily Watson (VFB : Colette Sodoyez) : Anne Manning
- Hermione Norris : Priscilla
- John Warnaby (VFB : Daniel Nicodème) : Simon
- Rupert Everett (VFB : Benoît Grimmiaux) : Bill Bule
- Richenda Carey (VFB : Anne-Marie Cappeliez) : Sarah Tufnell
- Linda Bassett (VFB : Myriam Thyrion) : Maggie
- Christine Lohr : l'infirmière
- Alice O'Connell : la fille de Maggie
- John Neville (VFB : Daniel Dury) : Lord Rawston
- Peregrine Kitchener-Fellowes : Charles, le fils de Bill
- Henry Drake : Freddy, le fils de Bill
- David Harewood (VFB : Claudio Dos Santos) : l'inspecteur Marshall
- Sabine Tourtellier : le réceptionniste
- Philip Rham : l'avocat français

## Autour du film
- Le tournage a débuté le 8 septembre 2003 et s'est déroulé à Londres et Llandudno.

## Distinctions
- Prix du meilleur premier film, par la National Board of Review en 2005.
- Nomination au prix de l'acteur britannique de l'année pour Tom Wilkinson, l'actrice britannique de l'année pour Emily Watson, la révélation britannique de l'année pour Julian Fellowes et le producteur britannique de l'année pour Christian Colson, lors des London Critics Circle Film Awards en 2006.